# Krzymów
Krzymów (deutsch Krzymow, 1943–1945 Krimmau) ist ein Dorf und Sitz der gleichnamigen Landgemeinde im Powiat Koniński der Woiwodschaft Großpolen in Polen.

## Gemeinde
Zur Landgemeinde (gmina wiejska) Krzymów gehören weitere 21 Ortsteile mit einem Schulzenamt (sołectwo):
Adamów
Borowo
Brzezińskie Holendry
Brzeźno
Drążeń
Drążno-Holendry
Genowefa
Głodno
Ignacew
Kałek
Krzymów
Nowe Paprockie Holendry
Paprotnia
Piersk
Potażniki
Rożek Brzeziński
Smólnik
Stare Paprockie Holendry
Szczepidło
Teresina
Zalesie